# كريستيانا لوند
كريستيانا لوند (بالإنجليزية: Christiana Lund)‏ هي مغنية أمريكية، ولدت في 1 نوفمبر 1981 في أغورا هيلز في الولايات المتحدة.